# Buthus israelis
Buthus israelis – gatunek skorpiona z rodziny Buthidae, zamieszkujący Bliski Wschód.

## Taksonomia
Gatunek ten opisany został w 1959 roku przez A. Shulova i P. Amitaia.

## Opis
Długość ciała od 50 do 70 mm. V segment zaodwłoku i telson żółtawo-pomarańczowe. Na II i III segmentach zaodwłoku 8 kompletnych żeberek (carinae) i 2 niepełne. I segment zaodwłoku u samic szerszy niż długi, a drugi tak długi jak szeroki lub szerszy niż długi. IV segment zaodwłoku bez boczno-środkowych żeberek. Szczypce nogogłaszczek u samców węższe niż u samic. Ruchomy ich palec (tarsus) z 11-13 rzędami granulek.

## Występowanie
Gatunek ten występuje w Izraelu i na egipskim półwyspie Synaj.